# Якоб Левін
Якоб Левін (швед. Jacob Levin, 22 листопада 1890, Ландскруна — 10 грудня 1945, Ліверпуль) — шведський футболіст, що грав на позиції захисника за «Ергрюте» та національну збірну Швеції.

## Клубна кар'єра
Народився 1890 року у шведській Ландскруні в родині євреїв-біженців з Російської імперії.
Виявив інтерес до футболу і вже 1907 року дебютував в іграх за команду «Ергрюте». 
1913 року и пошуках кращої долі перебрався до Великою Британії, до Ліверпуля, де вже на той час оселився його старший брат. Маючи досвід виступів зокрема на рівні національної збірної, зацікавив керівництво місцевого «Евертона». Провів лише низку тренувань з його гравцями, а також дві гри за третю команду клубу. Попри це деякими дослідниками вважається першим легіонером в історії «Евертона».
Згодом облишив займатися футболом, намагався емігрувати до США, утім залишився в Ліверпулі, одружився і провів там решту життя.

## Виступи за збірну
1910 року дебютував в офіційних матчах у складі національної збірної Швеції.
У складі збірної був учасником футбольного турніру на домашніх для шведів Олімпійських іграх 1912 року. Виходив на поле у грі кваліфікаційного раунду проти нідерландців, в якій Швеція поступилася, таким чином не пробившись до основної сітки змагання.
Загалом протягом трирічної кар'єри в національній команді провів у її формі 6 матчів.
| Дата       | Місто     | Господарі | Результат | Гості      | Турнір                          | Голи | Примітки |
| ---------- | --------- | --------- | --------- | ---------- | ------------------------------- | ---- | -------- |
| 11-9-1910  | Осло      | Норвегія  | 0 – 4     | Швеція     | товариський матч                | -    |          |
| 18-6-1911  | Стокгольм | Швеція    | 2 – 4     | Німеччина  | товариський матч                | -    |          |
| 29-10-1911 | Гамбург   | Німеччина | 1 – 3     | Швеція     | товариський матч                | -    |          |
| 20-6-1912  | Гетеборг  | Швеція    | 2 – 2     | Угорщина   | товариський матч                | -    |          |
| 29-6-1912  | Стокгольм | Швеція    | 3 – 4     | Нідерланди | ОІ 1912 - кваліфікаційний раунд | -    |          |
| 3-11-1912  | Гетеборг  | Швеція    | 4 – 2     | Норвегія   | товариський матч                | -    |          |
| Усього     |           | Матчів    | 6         |            | Голів                           | 0    |          |